# Carlos Strandberg
Sergio Carlos Strandberg (* 14. April 1996 in Göteborg) ist ein schwedischer Fußballspieler. 

## Verein
Strandberg, Sohn eines schwedischen Vaters und einer portugiesischen Mutter mit mosambikanischen Wurzeln, wuchs im Göteborger Stadtteil Backa auf, wo er in seiner Kindheit parallel Fußball und Handball spielte. Dabei trat er für den Backa IF an, der nach einer Fusion zum Hisingsbacka FC wurde. Dort debütierte er im Alter von 15 Jahren im Erwachsenenbereich.
2012 wechselte Strandberg zum BK Häcken, wo er zunächst in der Jugendmannschaft auflief. Im folgenden Jahr rückte er einerseits in den Kader für die Allsvenskan auf, wo er einen bis 2017 datierten Profivertrag unterzeichnete, und spielte sich andererseits in die schwedische Jugendnationalmannschaft. In der höchsten schwedischen Spielklasse war er zwar hauptsächlich Ergänzungsspieler, in seiner ersten Spielzeit erzielte er an der Seite von Moestafa El Kabir, Oscar Lewicki, René Makondele und Dominic Chatto dennoch in elf Spielen drei Tore. Im September 2013 nahm er zudem an der U-17-Weltmeisterschaft teil, bei der die Mannschaft die Bronzemedaille gewann.
Nachdem Strandberg zwar weiterhin häufig, aber dennoch hauptsächlich als Einwechselspieler in der Allsvenskan reüssiert hatte, weckte sein Talent trotzdem das ausländische Interesse. Mit Borussia Dortmund waren die Verhandlungen im Sommer 2014 weit gediehen, ehe eine Verpflichtung durch den mehrfachen deutschen Meister am obligatorischen Medizincheck scheiterte. Anfang 2015 wechselte er schließlich nach Russland, bei ZSKA Moskau unterzeichnete er einen Fünf-Jahres-Vertrag. Für Moskau bestritt er fünf Champions-League-Spiele, wurde dann aber an Ural Jekaterinburg und AIK Solna verliehen. Anfang 2017 wechselte er nach Belgien zum FC Brügge, spielte auf Leihbasis beim KVC Westerlo. Im August 2017 wechselte er zurück nach Schweden zu Malmö FF. Anfang 2019 wurde er zuerst an Örebro SK und im Sommer an Al-Hazem in Saudi-Arabien verliehen. Letztere verpflichte Strandberg dann zum 1. März 2020 fest und verlieh ihn knapp sieben Monate später weiter bis zum Saisonende an Ligarivale Abha Club.

## Nationalmannschaft
Von 2013 bis 2018 spielte Strandberg für diverse schwedische U-Nationalmannschaften und absolvierte insgesamt 27 Spiele, in denen er achtzehn Mal traf.

## Erfolge
- Russischer Meister: 2016
- Schwedischer Meister: 2017